# Galerie nationale d'Écosse
Pour les articles homonymes, voir Galerie nationale.
Pour un article plus général, voir Galeries nationales d'Écosse.
 (juin 2020).
Si vous disposez d'ouvrages ou d'articles de référence ou si vous connaissez des sites web de qualité traitant du thème abordé ici, merci de compléter l'article en donnant les références utiles à sa vérifiabilité et en les liant à la section « Notes et références ».
La Galerie nationale d'Écosse (en anglais : Scottish National Gallery ; en scots : Scots Naitional Gailerie et en gaélique écossais : Gailearaidh Nàiseanta na h-Alba) est le musée d'art national d'Écosse, situé à Édimbourg et regroupant les collections de peinture et de sculpture.
Comme pour les autres musées nationaux britanniques, l'entrée est gratuite.

## Historique
Construit dans un style néoclassique, il s'élève sur la colline de The Mound (en), entre deux portions des Princes Street Gardens. Le bâtiment, conçu par William Henry Playfair, ouvrit ses portes en 1859. Il abrite la plus grande collection d'Écosse de sculptures et de peintures européennes allant de la Renaissance au Post-Impressionnisme.

Distinguer les deux galeries voisines
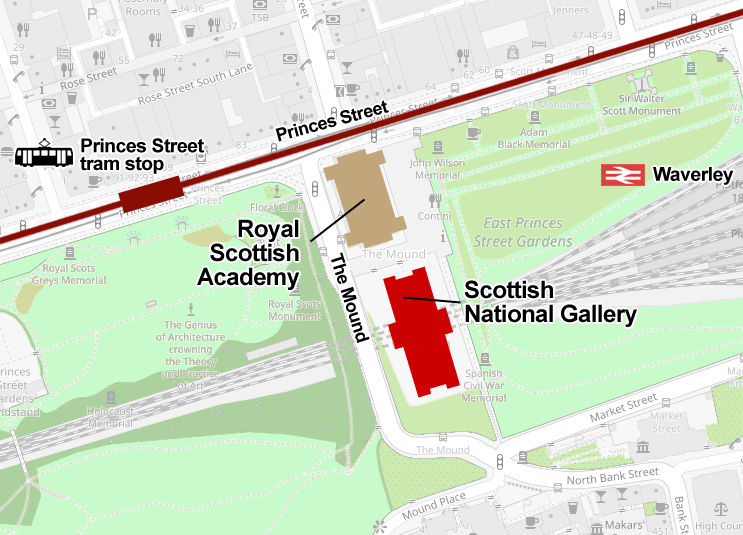
La RSA et la SNG sont situés sur The Mound, la RSA devant, la SNG en retrait.
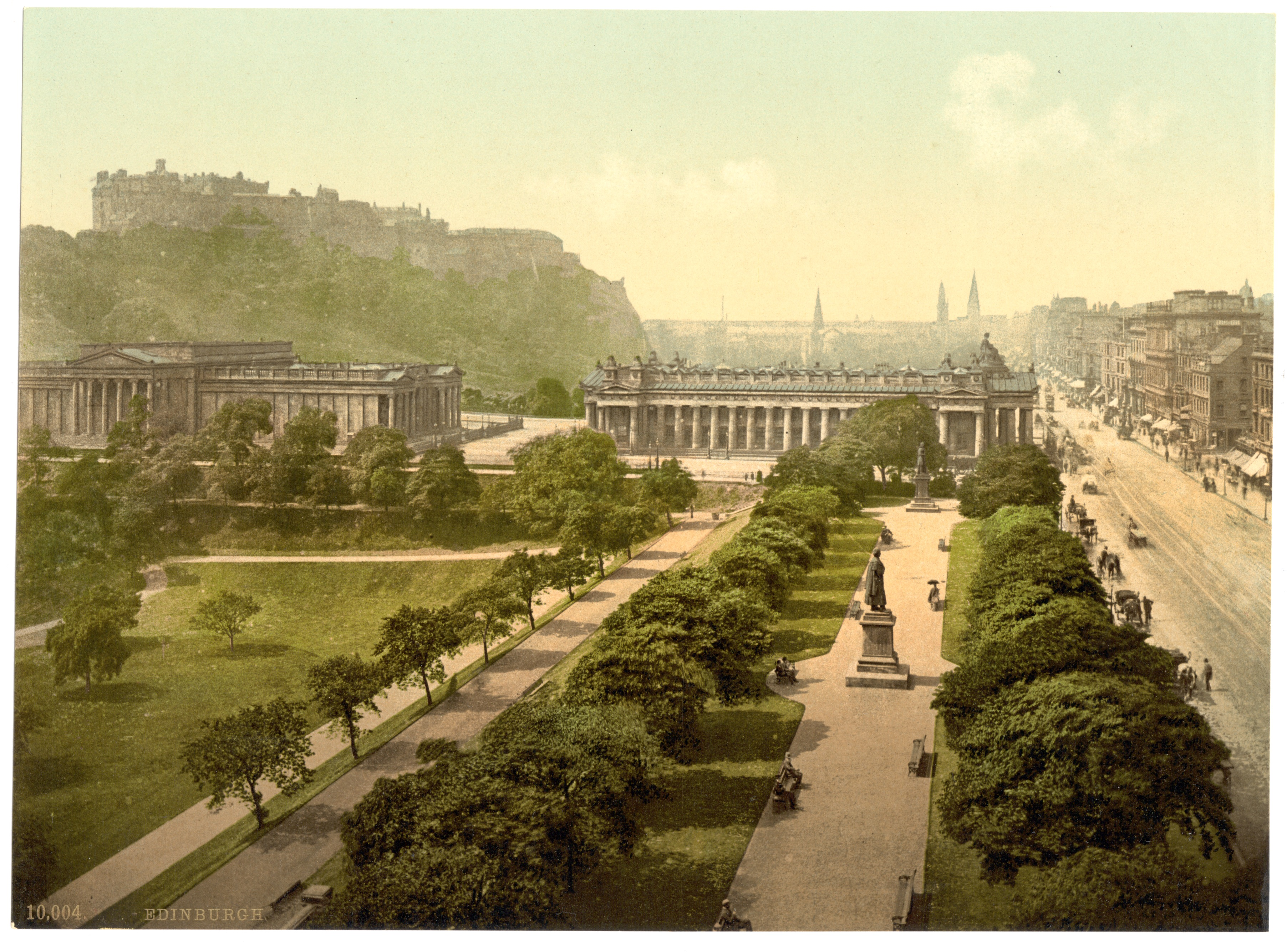
La RSA à droite et la SNG à gauche.
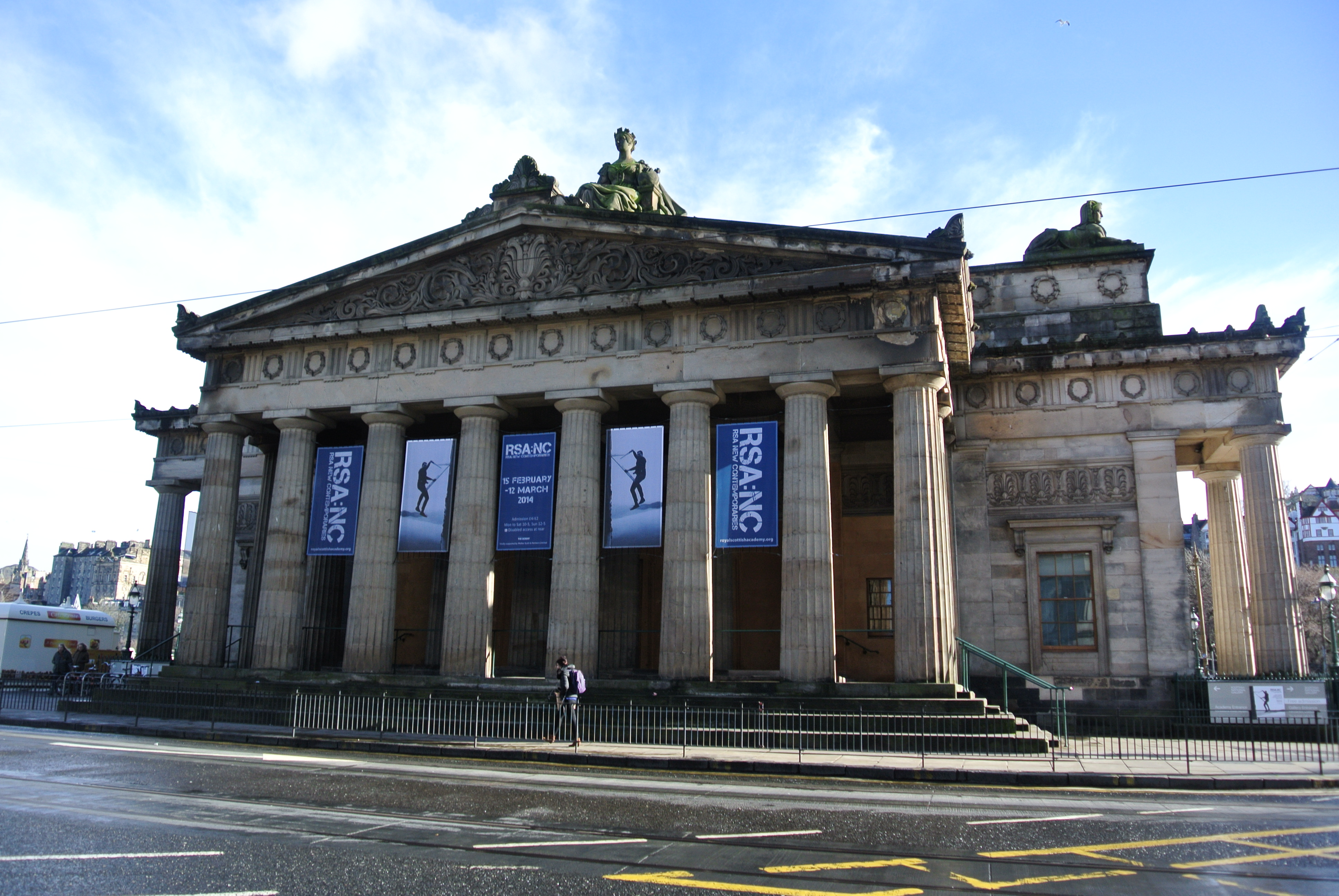
Le bâtiment de la Royal Scottish Academy, sur le devant, avec ses colonnes doriques cannelées.
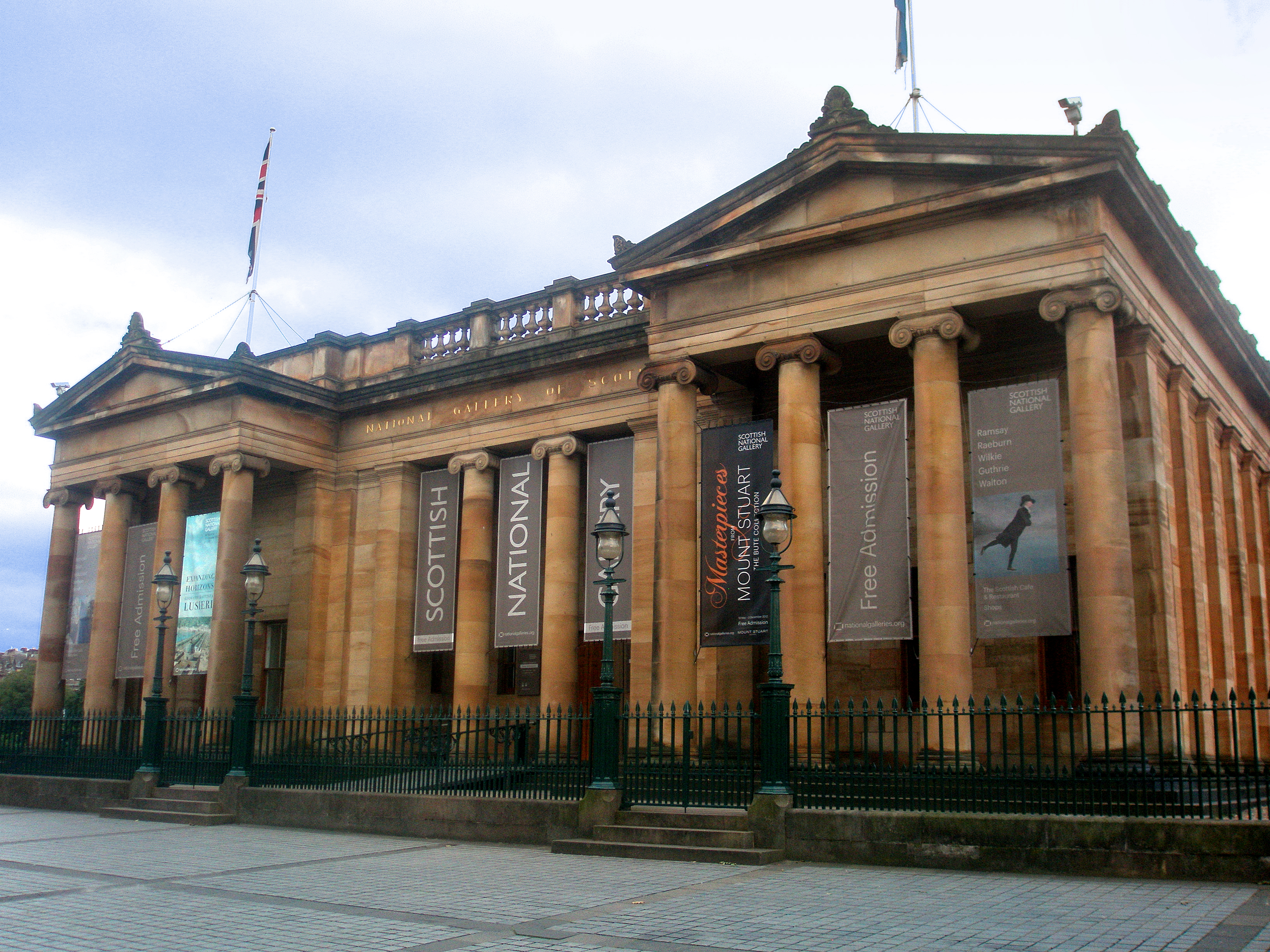
La Scottish National Gallery, en arrière, avec ses colonnes ioniques.

## Œuvres d'art du musée

### Principaux tableaux
- Sandro Botticelli : La Vierge adorant l'Enfant Jésus endormi
- Paul Cézanne : Montagne Sainte-Victoire
- Edgar Degas : Portrait de Diego Martelli
- Eugène Delacroix : Arabes jouant aux échecs
- Le Dominiquin : L'Adoration des bergers
- William Etty : Le Combat : une femme implorant pour le vaincu
- Thomas Gainsborough : Portrait de Mrs Mary Graham
- Paul Gauguin : Vision après le Sermon
- François Gérard : Portrait de Mary Nisbet
- Hugo van der Goes : Retable de la Trinité
- Le Greco : Fábula
- Greuze : Jeune Fille qui pleure son oiseau mort
- Claude Monet :
  - Meules de foin
  - Peupliers sur l'Epte
- Giovanni Battista Pittoni : 
  - Saint Jérôme et Pierre d'Alcantara
- Henry Raeburn : The Skating Minister
- Raphaël :
  - Madone Bridgewater
  - La Sainte Famille au palmier
- Rembrandt :
- Jeune Femme au lit
  - Autoportrait à 51 ans
- Joshua Reynolds : The Ladies Waldegrave
- Auguste Renoir : La promenade
- Titien :
  - Les Trois Âges de l'homme
  - Diane et Actéon (tableau acheté en 2009 conjointement avec la National Gallery de Londres, et présenté par roulement)
  - Vénus anadyomène
  - Diane et Callisto
- John Singer Sargent : Portrait de Lady Agnew of Lochnaw
- Diego Vélasquez : Vieille femme faisant frire des œufs
- Johannes Vermeer : Le Christ dans la maison de Marthe et Marie
- Paul Véronèse : Mars et Vénus avec Cupidon et un chien
- Antoine Watteau : Les Fêtes vénitiennes

### Principales sculptures
- Buste de Carlo Antonio dal Pozzo, du Bernin
- Les Trois Grâces, d'Antonio Canova (propriété conjointe avec le Victoria & Albert Museum de Londres)

### Quelques artistes

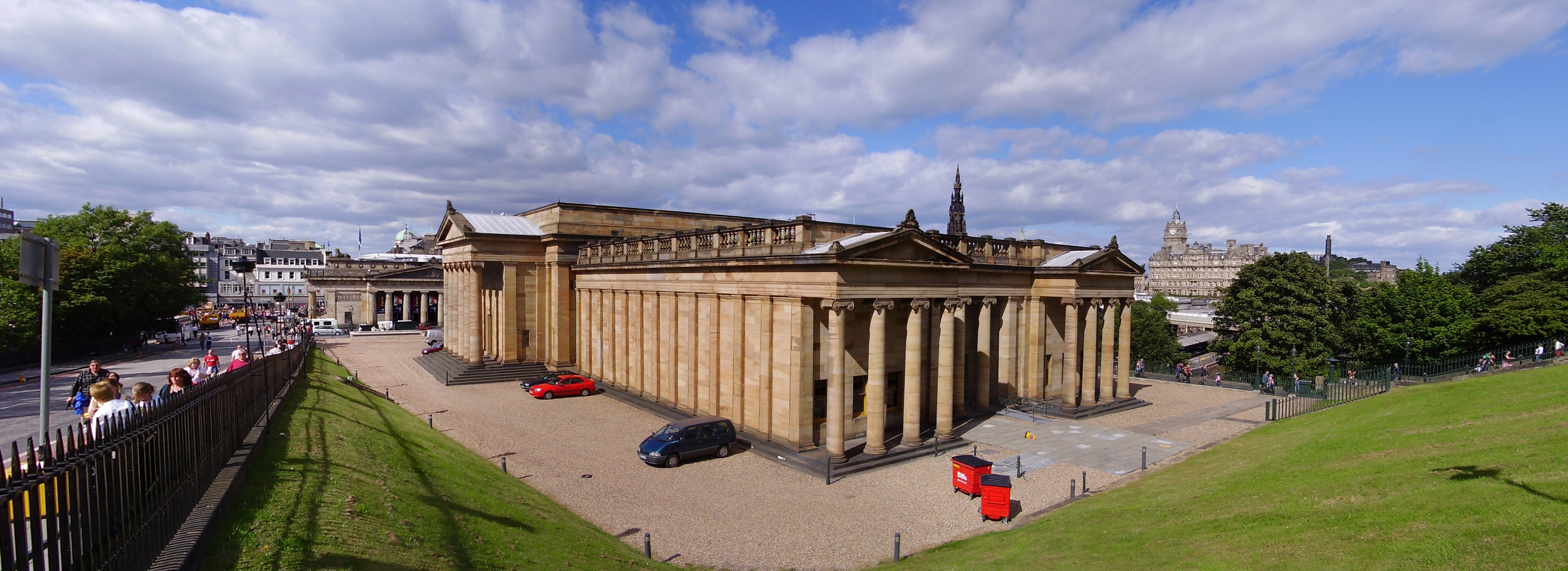
Les National Galleries of Scotland vues du sud en face des Royal Scottish Academy et Princes Street.

- Eugène Boudin (1824-1898) : Plougastel, pêcheuses de crevettes (1871).
- Andrew Geddes (1783–1844)
- Alexander Keirincx : Seton Palace and the Forth Estuary (1639), Falkland Palace and the Howe of Fife (1639).
- Horatio McCulloch (1806-1867)
- William York Macgregor (1855-1923)
- William MacTaggart (en) (1903-1981)
- Lorenzo Monaco
- Eduardo Paolozzi
- John Phillip (1817–1867)
- Henry Raeburn
- Allan Ramsay
- Joshua Reynolds
- Robert Scott Lauder (1803–1869)
- Diego Velázquez
- Paolo Veronese
- Antoine Watteau
- David Wilkie
- William Henry Worthington (ca. 1795 - ap. 1839)

## Galerie

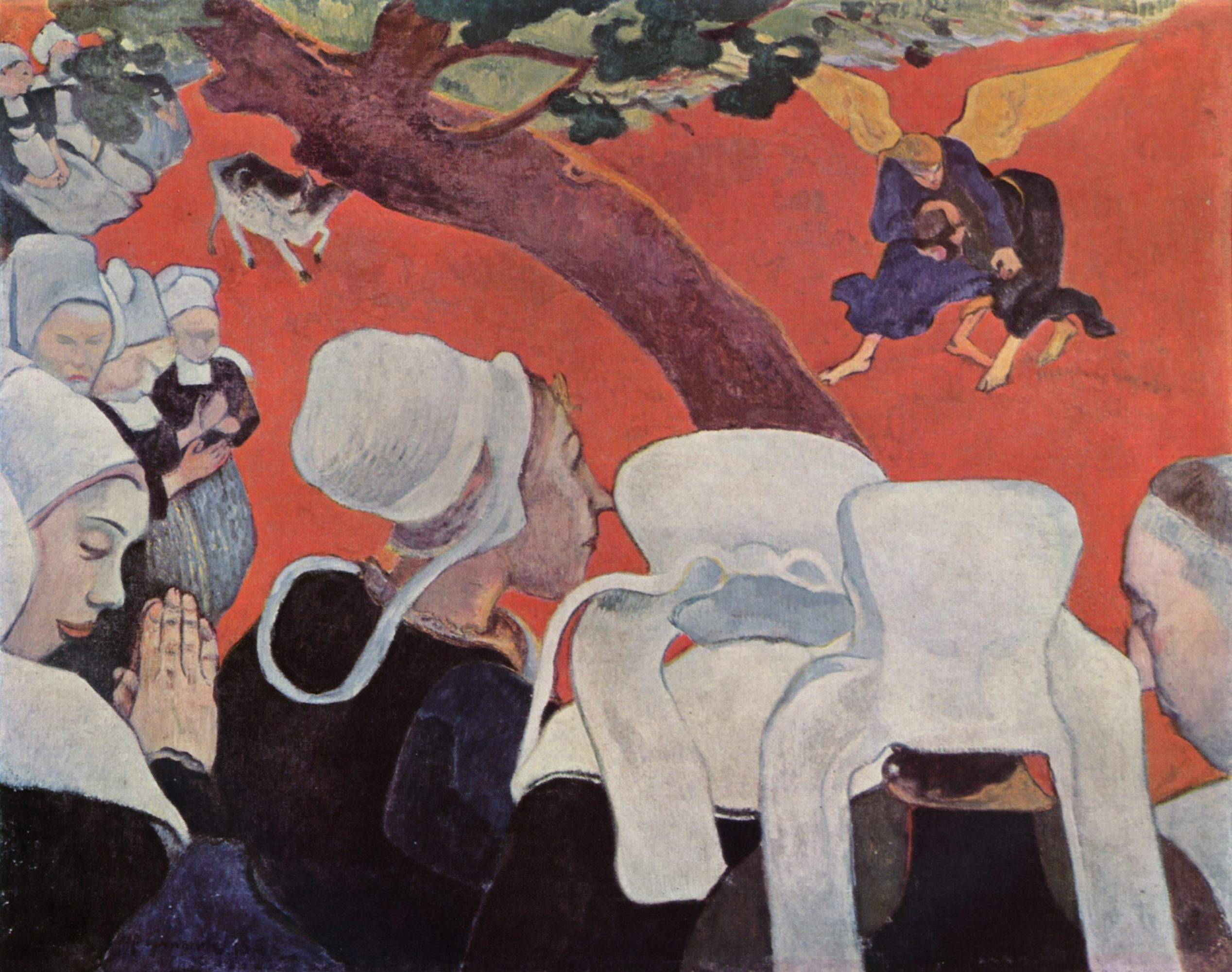
Vision après le sermon, de Gauguin
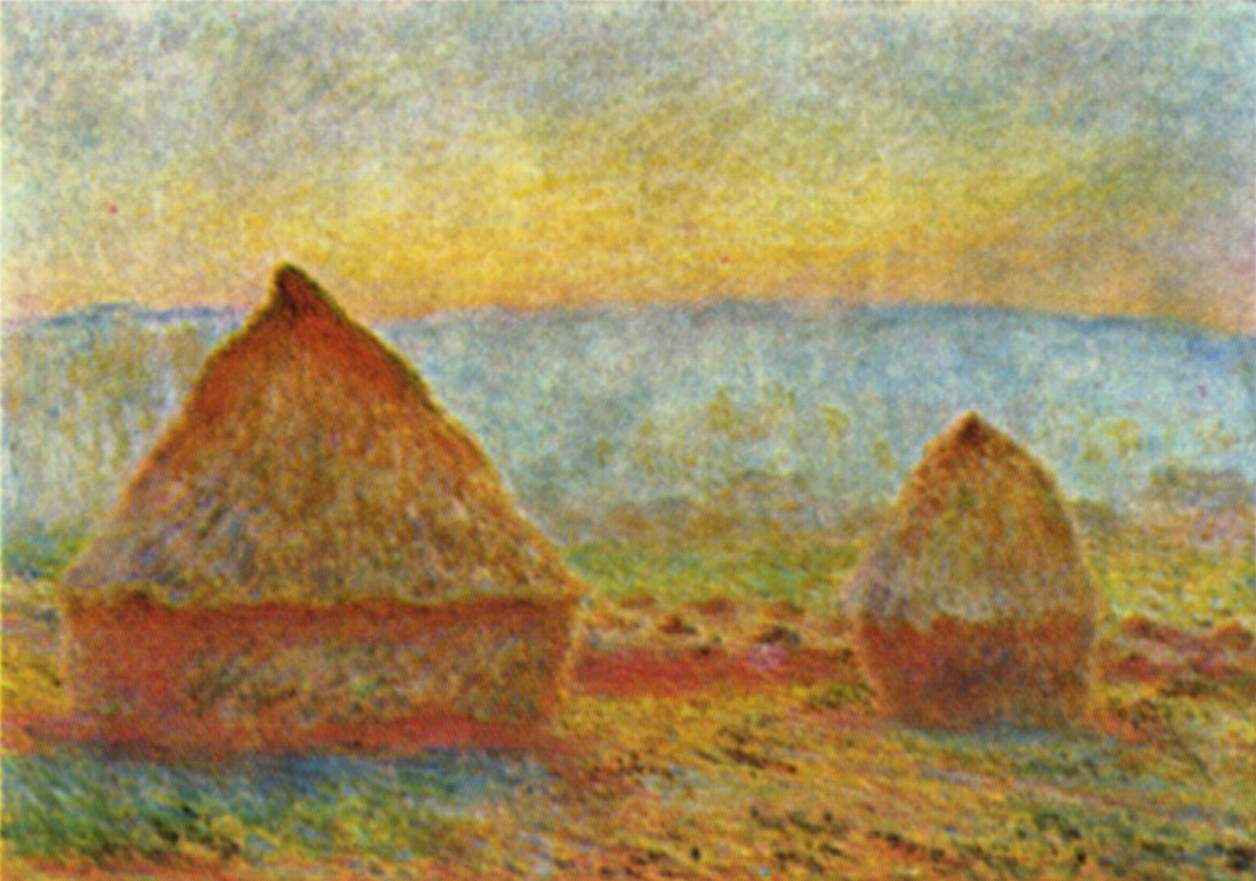
Les Meules de Claude Monet
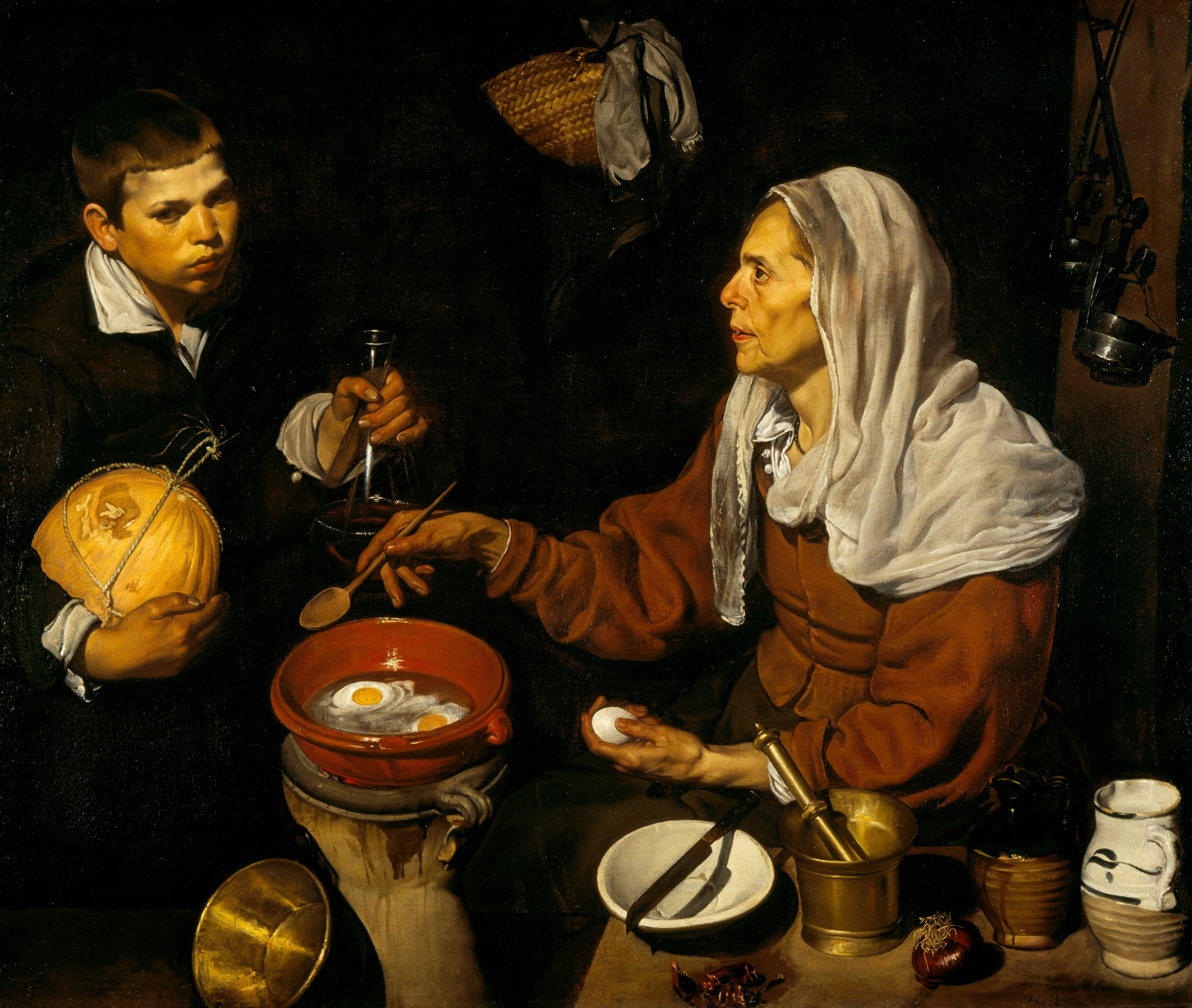
Vieille faisant frire des œufs de Velasquez
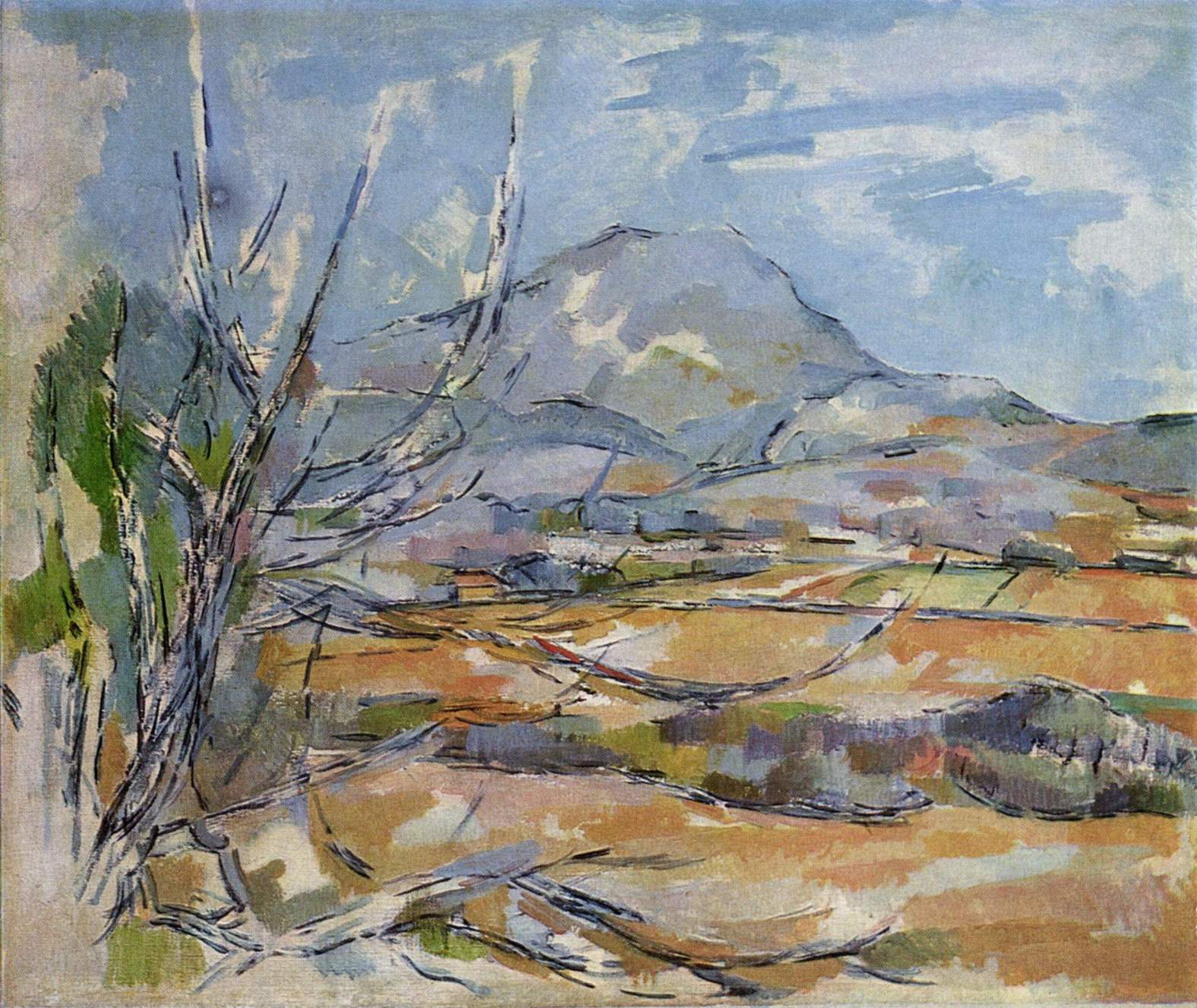
Montagne Sainte-Victoire, de Cézanne
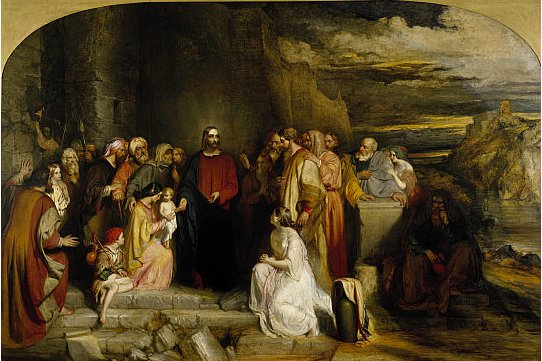
Christ Teacheth Humility 1847 de Robert Scott Lauder
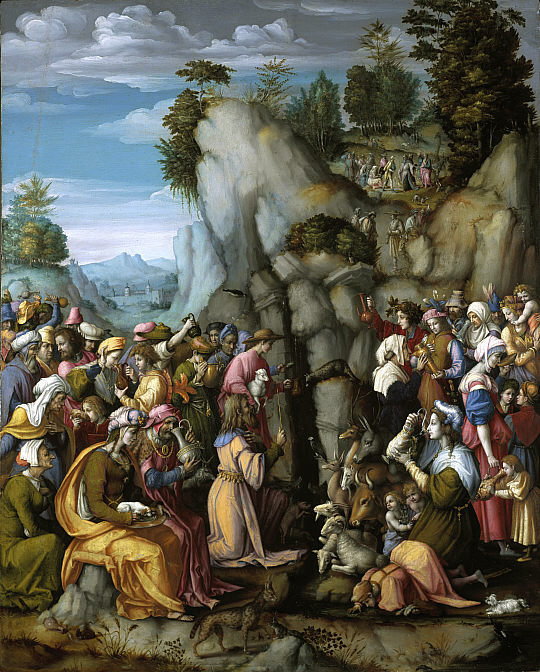
Moses Striking the Rockde 1525 de Le Bacchiacca
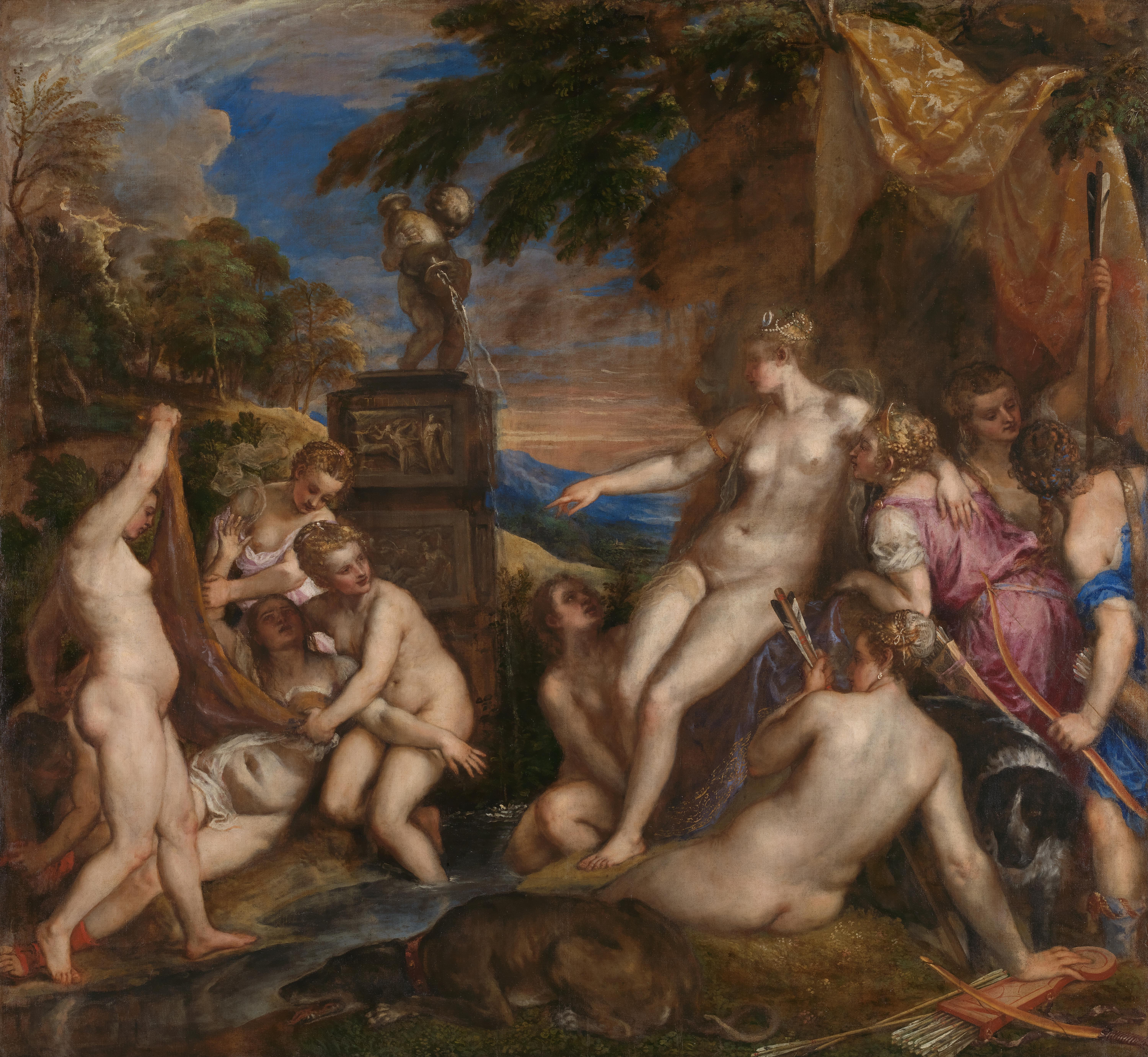
Diane et Callisto de Titien
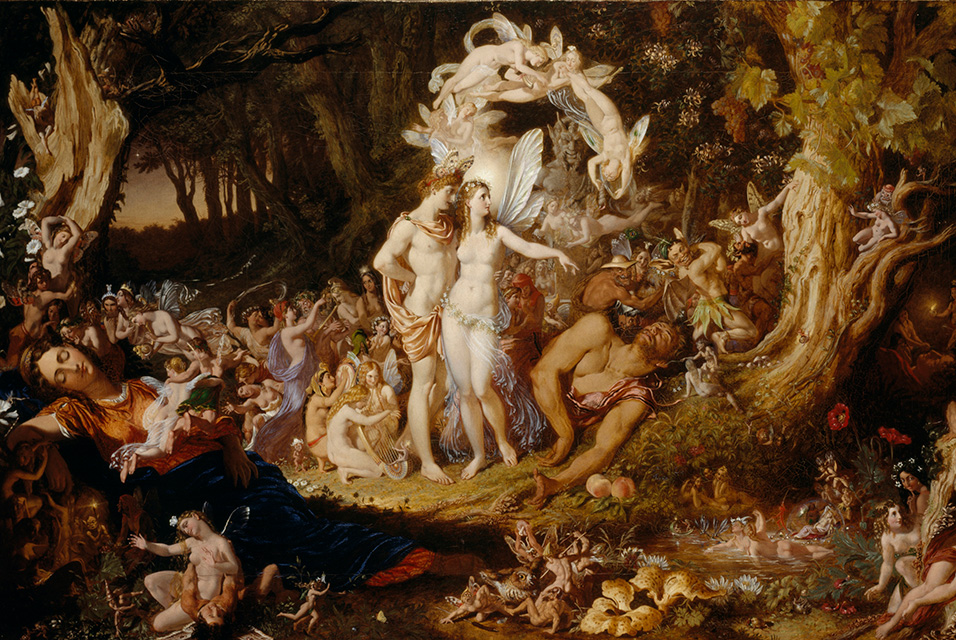
The Reconciliation of Titania and Oberon 1847 de Joseph Noel Paton
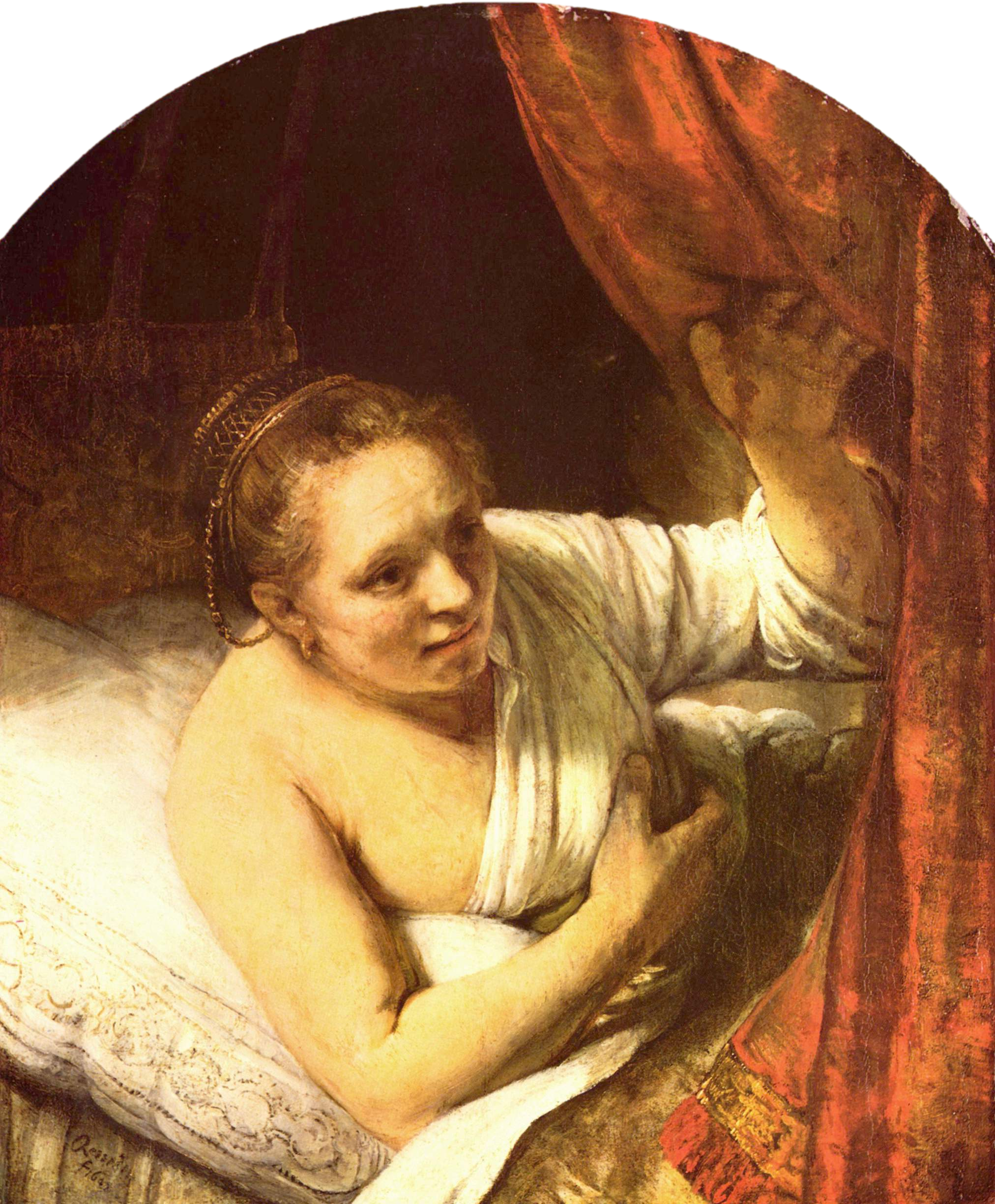
Femme dans son lit, par Rembrandt
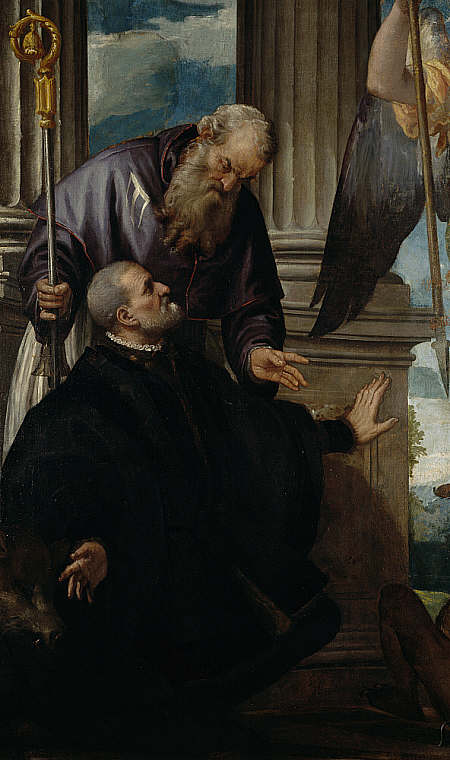
Pala Petrobelli, de Véronèse
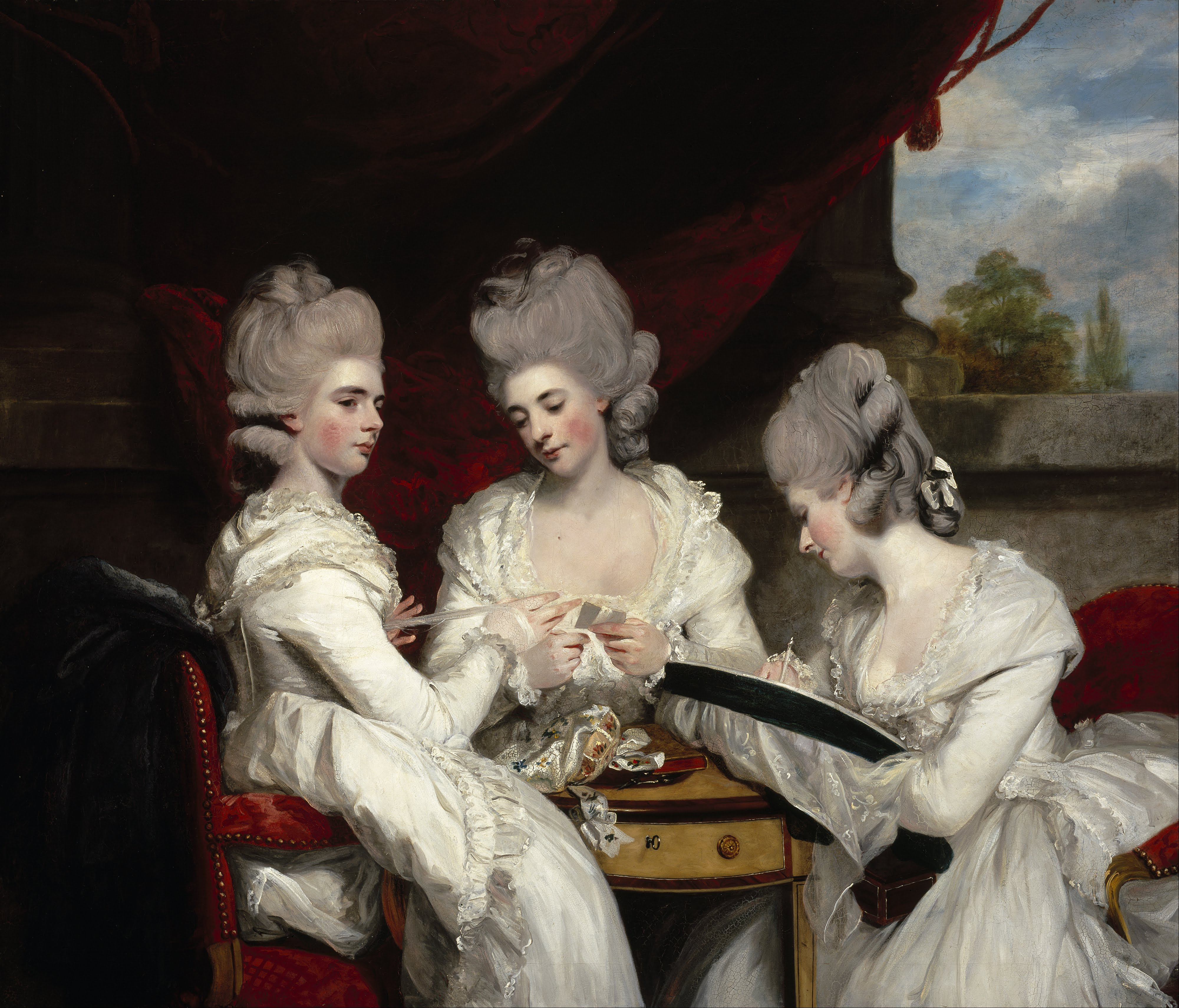
The Ladies Waldegrave, de Joshua Reynolds
The Skating Minister, Henry Raeburn
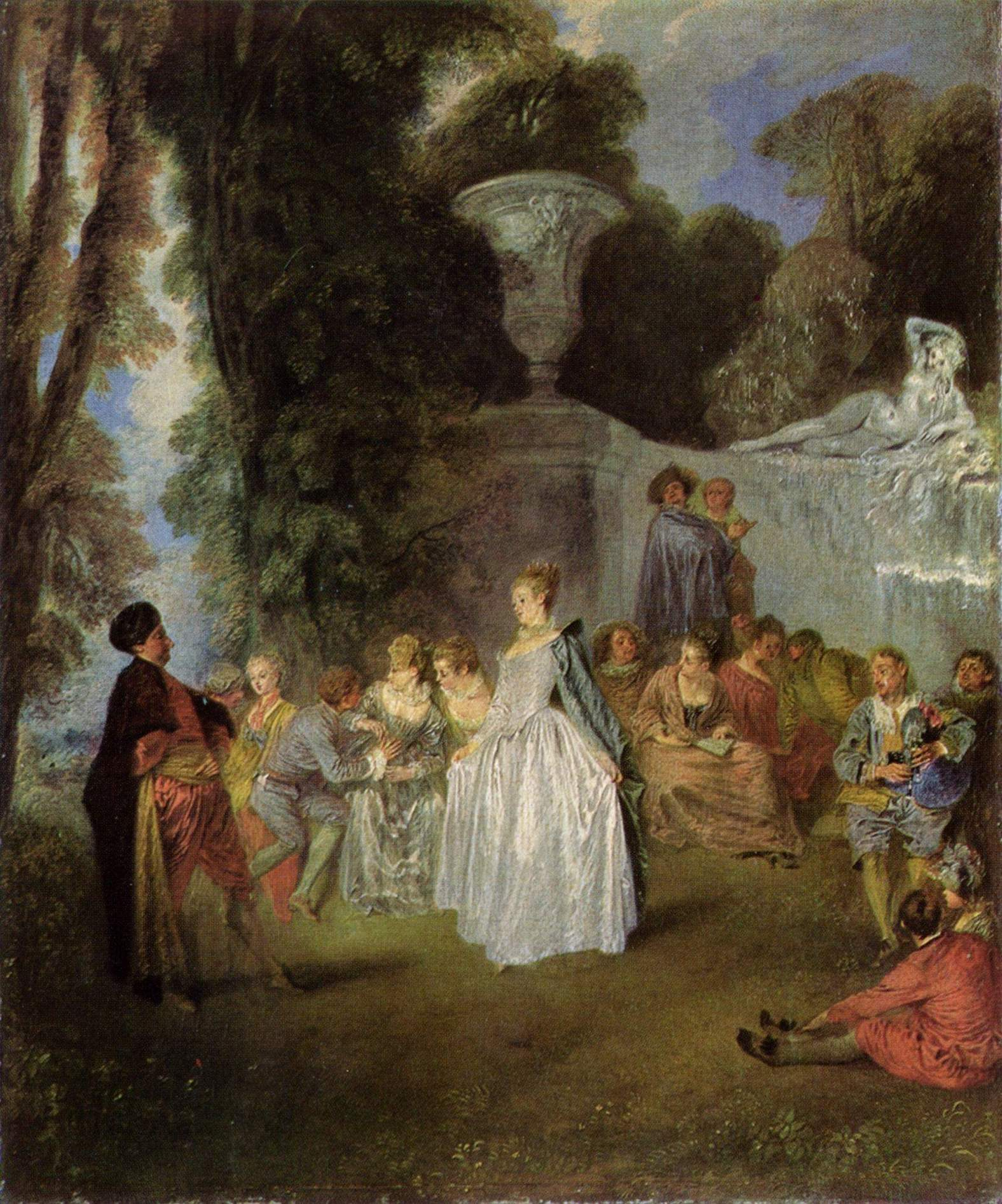
Les Fêtes vénitiennes, de Watteau